# Marko Šarić
Marko Šarić, hrvaški zdravnik, pedagog in akademik, * 22. junij 1924, Knin, † 23. julij 2019, Zagreb.
Šarić je bil predavatelj na Medicinski fakulteti v Zagrebu; je član Hrvaške akademije znanosti in umetnosti, bivše Jugoslovanske akademije znanosti in umetnosti in Akademije za medicinske znanosti Hrvaške.